# Błyskotek rdzawy
Błyskotek rdzawy (Geotrygon montana) – gatunek średniej wielkości ptaka z rodziny gołębiowatych (Columbidae). Występuje w Ameryce Środkowej i Południowej od Meksyku, Wielkich i Małych Antyli po Boliwię, Paragwaj, południowo-wschodnią Brazylię i skrajnie północno-wschodnią Argentynę. Poza podgatunkiem nominatywnym wyróżnia się również podgatunek G. m. martinica. Nie jest zagrożony wyginięciem.

## Taksonomia
Takson ten opisał naukowo w 1758 roku Karol Linneusz w 10. edycji Systema Naturae; nowemu gatunkowi nadał nazwę Columba montana. Jako miejsce typowe wskazał Jamajkę. Później gatunek zaliczano do rodzaju Oreopeleia, a obecnie jest umieszczany w rodzaju Geotrygon. Wyróżnia się dwa podgatunki:
- G. m. martinica (Linnaeus, 1766) – błyskotek plantacjowy[4]
- G. m. montana (Linnaeus, 1758) – błyskotek rdzawy[4]

Dawniej czasami traktowano je jako odrębne gatunki.

## Morfologia

### Rozmiary i masa ciała
Długość ciała samca błyskotka rdzawego waha się między 21 a 28 cm, a masa ciała mieści się w zakresie 85–150 g. Samice osiągają 19–26 cm długości ciała i 77–152 g masy ciała. Skrzydło mierzy zazwyczaj 13,2–14,8 cm, a ogon 5,2–5,7 cm. Dziób przeciętnego osobnika ma długość ok. 1,3–1,4 cm. Skok od 2,1 do 2,9 cm. Rozpiętość skrzydeł 33–38 cm. Podgatunek martinica jest większy od podgatunku nominatywnego.

### Wygląd zewnętrzny
W obrębie gatunku występuje bardzo wyraźny dymorfizm płciowy. Czoło dorosłego osobnika płci męskiej o rdzawoczerwonej barwie, przechodzącej w czerwonobrązową z fioletowym połyskiem na wierzchu głowy oraz karku. Boczne części szyi, grzbiet, barkówki, lotki trzeciorzędowe, kuper, pokrywy nadogonowe i sterówki czerwonawobrązowe, mieniące się na purpurowo. Pokrywy skrzydłowe o podobnym kolorze, z coraz intensywniejszym połyskiem w miarę zbliżania się do małych pokryw skrzydłowych. Lotki brązowawe i matowe. Podbródek i gardło żółtawobiałe. Pasek policzkowy jasny i szeroki, ciągnący się od dzioba do karku. Upierzenie nad dziobem, na szyi oraz na piersi żółtaworóżowe, przechodzące w bardziej różany kolor na brzuchu, bokach ciała i pokrywach podogonowych. Spód ogona matowy, o brązowej barwie, a sam ogon ma zaokrąglony kształt. Lotki od spodu o mało wyrazistej, czerwonobrązowej barwie i z brązowymi końcówkami. Tęczówka może mieć kolor pomarańczowy, brązowy lub pośredni między tymi barwami albo żółty. Skóra przy oczodołach czerwona, powieki jasnoczerwone. Przednia część skoku i palce ciemnoczerwone, tylna powierzchnia skoku białoróżowa. Podstawa górnej szczęki matowoczerwona, jej reszta oraz cała żuchwa brązowa. Woskówka o mało intensywnie czerwonej barwie.
Upierzenie samicy jest ciemniejsze, oliwkowobrązowe w górnych partiach ciała i pozbawione połysku. Czoło o płowej, brązowawej barwie przechodzącej w ciemny zielonkawy brąz na czubku głowy. Pasek policzkowy mniej widoczny niż u samca. Szyja i przednia część głowy żółtawobrązowe, pierś i boki ciała oliwkowobrunatne. Brzuch o barwie między jasnym a ciemnym płowym brązem.
Młode błyskotki rdzawe są podobne do dorosłej samicy. Upierzenie ciemne, oliwkowobrązowe. Barkówki oraz pokrywy skrzydłowe z zakończeniami o ceglanej barwie. Brzuch ciemniejszy, z bardziej czerwonawym upierzeniem. Pióra na karku matowe, nie mienią się na fioletowo. Jasnoczerwona skóra przy oczodołach. Nogi bladoczerwone.

## Występowanie

### Środowisko
Zamieszkuje przede wszystkim wilgotne lasy na nizinach. Występuje w lasach tropikalnych na wysokościach do ok. 1500 metrów, ale najczęściej widywany na poziomie do 600 metrów. Preferuje tereny leśne, zwłaszcza z gęstym podszytem i grubą warstwą ściółki, jednak może być spotkany w miejscach, gdzie prowadzi się selektywną wycinkę drzew, w gęstych zaroślach na opuszczonych plantacjach lub w pobliżu terenów rolniczych.

### Zasięg występowania
Poszczególne podgatunki zamieszkują:
- G. m. martinica – Małe Antyle – Gwadelupa, Dominika, Martynika, Saint Lucia i Antigua[6][2].
- G. m. montana – Meksyk od stanu Veracruz oraz południowej części stanu Sinaloa na południe przez Amerykę Centralną, Wielkie Antyle, Kolumbia, Wenezuela, region Gujana, Amazonia, na południe po Boliwię, Paragwaj, skrajnie północno-wschodnią Argentynę (Misiones) oraz brazylijski stan Rio Grande do Sul.

Występuje też na Grenadzie i Trynidadzie, tamtejsze populacje wydają się pośrednie pomiędzy wymienionymi podgatunkami.

## Pożywienie
Błyskotek rdzawy poszukuje pożywienia w podszycie leśnym lub na ściółce, rzadziej wzdłuż zakrzewień blisko otwartych przestrzeni. W skład jego diety wchodzą dojrzałe owoce, ostra papryka, nasiona jatrofy przeczyszczającej, roślin z rodzaju Styrax i inne nasiona oleiste oraz niewielkie ślimaki, owady, gąsienice i larwy. Może spożywać również kukurydzę.

## Tryb życia i zachowanie
Prowadzi dzienny tryb życia. Preferowanym sposobem przemieszczania się błyskotka rdzawego jest chodzenie, z charakterystycznym dla gołębiowatych kiwaniem głową. W przypadku spłoszenia często wlatuje na gałęzie, by stamtąd obserwować otoczenie, a następnie wraca na ziemię w celu znalezienia kryjówki. Raczej nie rzuca się w oczy i jest dość płochliwy. Rzadko przebywa w większych grupach, najczęściej spotyka się pojedyncze osobniki lub pary.
Na ogół osiadły, ale zarejestrowano ruchy przez wenezuelski stan Aragua między 22 IV a 3 V, najczęściej nocą.

### Głos
Donośne, głębokie, monosylabiczne i wolne gruchanie powtarzane co 3–4 sekundy, raczej bez modulacji i odchyleń, pod koniec stopniowo milknące.

## Rozród

### Okres godowy
Toki: samiec demonstracyjnie nachyla się przed samicą, porusza głową i podnosi ogon, następnie ściga potencjalną partnerkę w szybkim locie przez las.
Gniazdo: budowane jest w kwietniu, ma formę luźnej platformy, składa się z krótkich gałązek, fragmentów bambusa i jest wyłożone wysuszonymi liśćmi oraz korzonkami. Może być zamaskowane mchem lub poroślem. Leży na martwych pniach drzew, gałęziach, w niskich, gęstych zakrzewieniach lub w winoroślach, na wysokości od 0,5 do 3,5 m nad ziemią.

### Okres lęgowy
Zakres czasowy okresu lęgowego jest zależny od obszaru zamieszkiwanego przez dane osobniki. Na wyspie Trynidad trwa od lutego do lipca, ptaki zamieszkujące Gujanę rozmnażają się od lutego do kwietnia, w Kolumbii i Wenezueli od stycznia do czerwca, w Peru i Boliwii od sierpnia lub września do grudnia.
Jaja: samica składa dwa jaja w odstępie dłuższym niż doba – pierwsze z jaj jest składane rano, drugie późnym popołudniem kolejnego dnia. Mają jasną lub ciemną kremową barwę, a ich średnie wymiary wynoszą 26,5 na 19,5 mm.
Wysiadywanie: rozpoczyna się po złożeniu drugiego jaja. W ciągu dnia wysiaduje samiec, a nocą samica. Trwa ok. 10–11 dni. W ciągu roku wyprowadzane są dwa lęgi.
Pisklęta: pierwszego dnia po wykluciu są karmione do 22 razy, wraz z upływem czasu zmniejsza się ilość tych posiłków i po tygodniu otrzymują jedzenie trzy razy dziennie. Dorosłe osobniki utrzymują porządek w gnieździe poprzez zjadanie skorupek jajek i odchodów piskląt. Młode po 8–9 dniach mogą przejść z gniazda w gęstą roślinność. Pierzenie zachodzi po ok. 10 dniach od wyklucia. Młode ostatecznie opuszczają gniazdo po ok. dwóch tygodniach.

## Status
IUCN uznaje błyskotka rdzawego za gatunek najmniejszej troski (LC, Least Concern). W 2019 roku organizacja Partners in Flight szacowała, że liczebność światowej populacji mieści się w przedziale 50–500 tysięcy dorosłych osobników, a jej trend jest umiarkowanie spadkowy.